# Brigadas Turcomenas Sírias
As Brigadas Turcomenas Sírias (em turco: Suriye Türkmen Tugayları), também conhecidas como Exército Unido Turcomeno (em turco: Birleşik Türkmen Ordusu), são a ala militar da Assembleia Turcomena Síria e é composto por turcomenos e turcos, que tem como principais inimigos o Exército Árabe Sírio, as Forças Democráticas Sírias e o Estado Islâmico do Iraque e do Levante. 
As brigadas estão alinhadas com a Oposição Síria e são fortemente apoiadas pela Turquia, que fornece apoio financeiro, político e militar. Ideologicamente, as brigadas são compostas por várias correntes ideológicas desde o Islamismo até ao Nacionalismo turco.